# Europeiska institutet för innovation och teknik
Europeiska institutet för innovation och teknik (EIT) är en av Europeiska unionens byråer. Den grundades 2008 och har sitt säte i Budapest i Ungern. Dess uppgift är att stärka innovationer inom unionen.
Institutet arbetar inom "Horizon 2020", som är EU:s ramprogram för forskning och innovation.
European Institute of Innovation and Technology är en av de institutioner som investerat i H2 Green Steels projekt i Boden på ett stålverk med vätgasteknologi.